# Alte Redoute Aachen

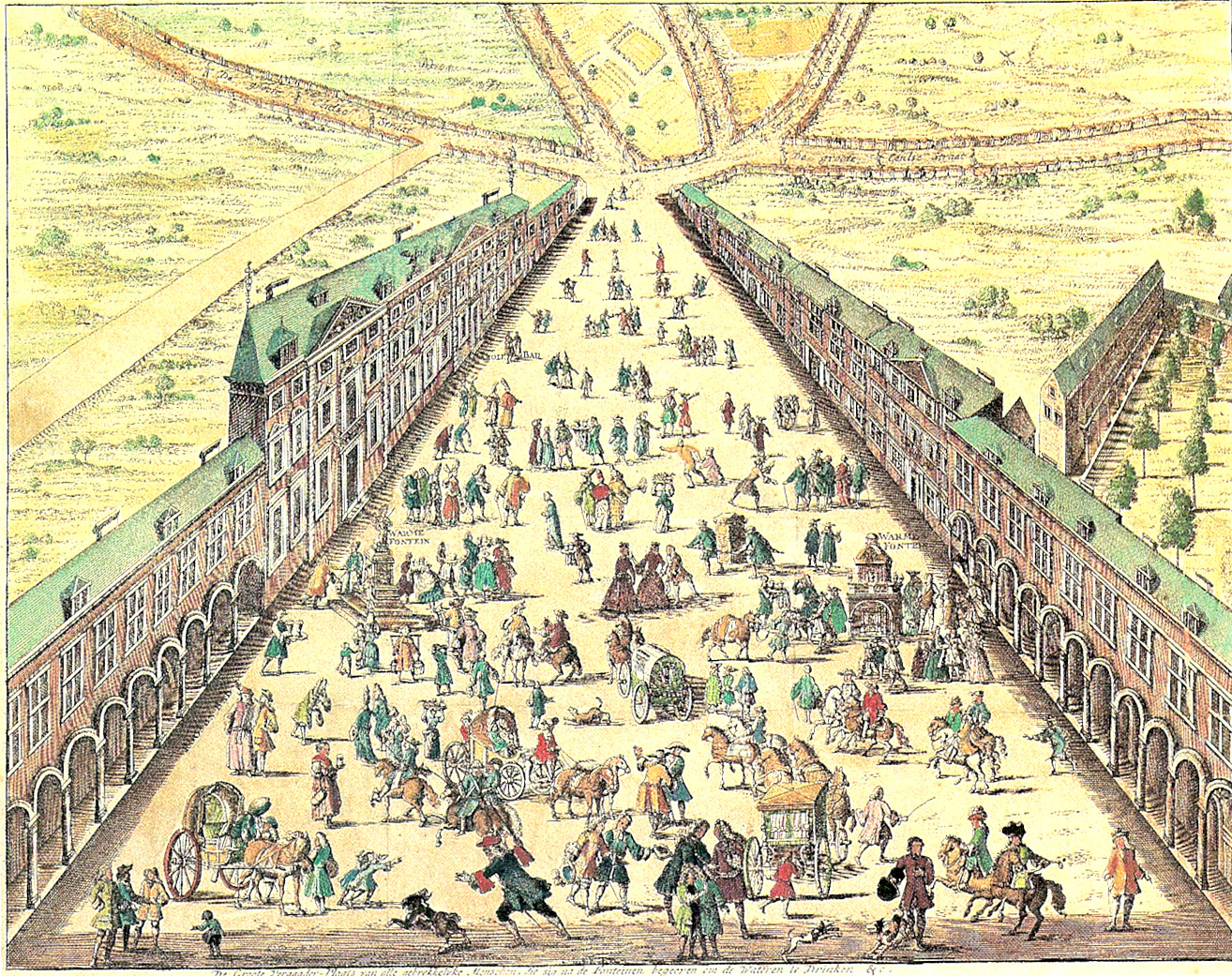
Kurleben in der Komphausbadstraße im 18. Jahrhundert

Alte Redoute um 1805

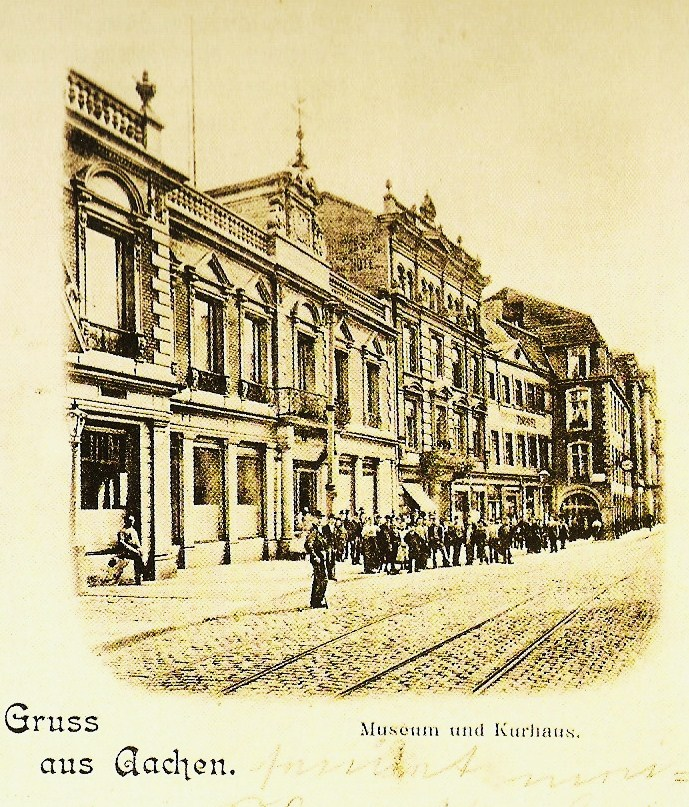
Im Vordergrund die Alte Redoute – im Hintergrund (drei Häuser weiter) das Alte Kurhaus Aachen (Postkartendarstellung aus dem Jahr 1896; das Bild ist annotiert.)

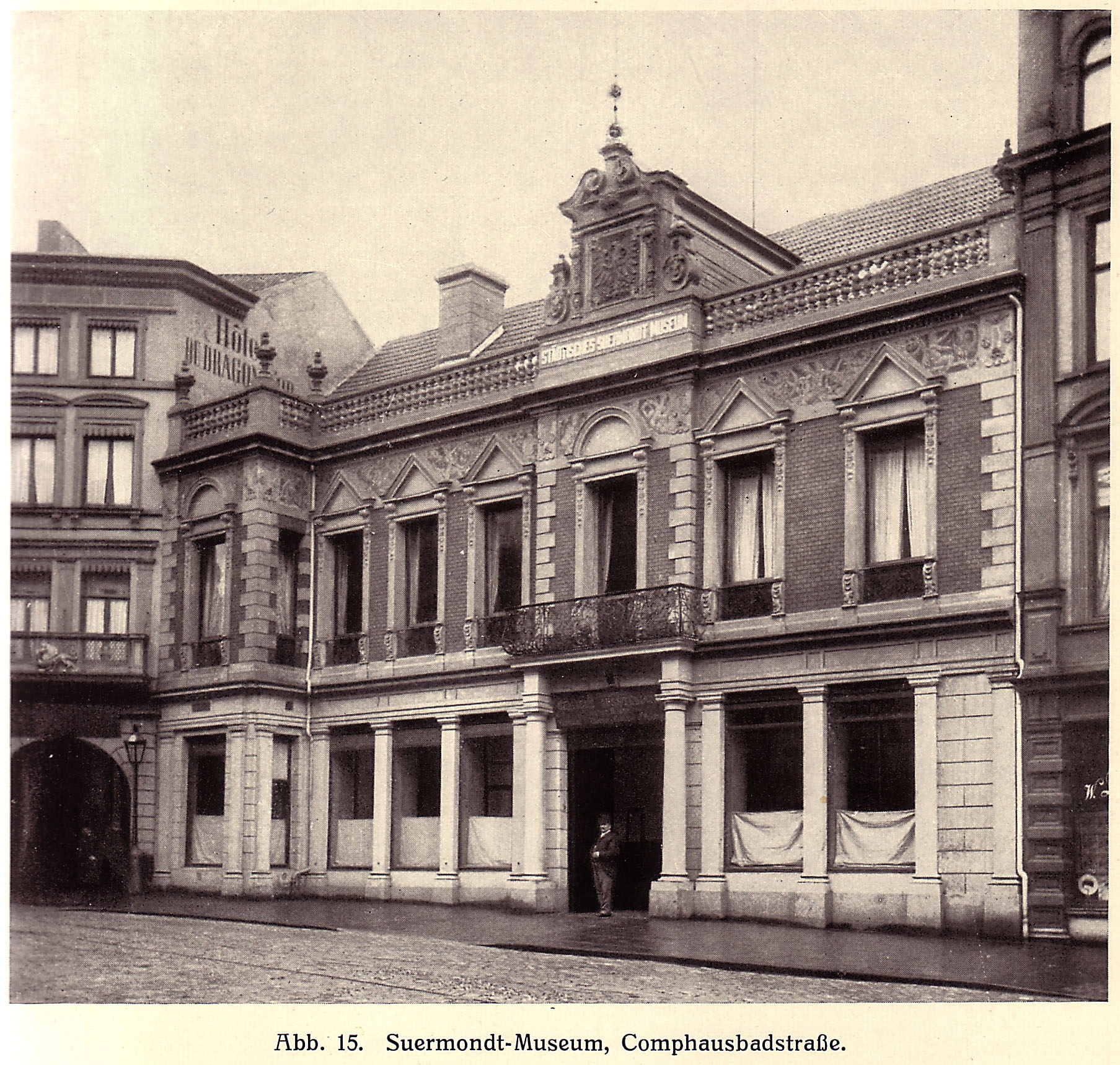
Von 1878 bis 1901 Standort des ersten Suermondt-Museums in der Alten Redoute

Die Alte Redoute (anfangs nur Redoute, von 1786 bis 1901 Alte Redoute genannt) war ein Gebäude in der Aachener Komphausbadstraße 11. Der barocke Bau stammte aus der Zeit vor 1670, vermutlich wurde er nach dem Aachener Stadtbrand errichtet. 1902 wurde die Alte Redoute abgerissen.
In dem Haus befand sich seit dem 17. Jahrhundert ein Gasthaus für gehobene Ansprüche, ab 1768 wurde es kulturell genutzt. Die um 1786 erbaute Neue Redoute, auch Altes Kurhaus Aachen genannt, befand sich in der unmittelbaren Nachbarschaft des Gebäudes (Komphausbadstraße 19).

## Geschichte
Seit dem 17. Jahrhundert war die Komphausbadstraße aufgrund ihrer unmittelbaren Nähe zu den ergiebigsten innerstädtischen Thermalquellen das Zentrum des Kur- und Badelebens in der Stadt Aachen. Die meisten Gebäude in der Komphausbadstraße wurden als Gasthäuser oder Kureinrichtungen genutzt.
Bis 1670 befand sich in der Komphausbadstraße 11 das im Besitz einer Familie Klöcker befindliche Gasthaus Roter Löwe. Nach der Heirat von Agnes Klöcker mit Jakob Bouget, dem Besitzer des Nachbarhauses Komphausbadstraße 13, wurden beide Häuser ab 1670 zusammen als Maison Bouget geführt. Dieses gehörte zu den besten Gasthäusern der Stadt und beherbergte zahlreiche prominente Gäste, im Jahr 1724 Friedrich IV. von Dänemark, 1742 Friedrich den Großen mit seinem Bruder Heinrich und 1767 den Erbprinzen von Braunschweig. Im Maison Bouget wurden auch Konzerte und Bälle abgehalten, außerdem diente es zeitweilig als Spielbank.
Die Alte Redoute war als Ballsaal der Vorgängerbau der von Jakob Couven entworfenen Neuen Redoute.
Das Grundstück des Maison Bouget wurden 1768 infolge der Erbteilung getrennt und veräußert. Das Grundstück Hausnummer 13 gelangte an Georg Dubigk, der dort das später bekannte Dubigks Grand Hotel errichtete. Die Hausnummer 11 wurde von Leo Brammertz erworben und nach der Fertigstellung der Neuen Redoute in der Nachbarschaft fortan als Alte Redoute bezeichnet. Von 1794 bis 1858 hatte das Haus die Nummer A 429. Das Lesekabinett Cabinet Littéraire des Dieudonné Prosper La Ruelle (1776 Lüttich – um 1858 Ixelles) war von 1802 bis 1804 in der Alten Redoute, danach im Café Dumesnil neben der Neuen Redoute untergebracht. Der Club Aachener Casino mietete von 1806 bis 1846 den linken Flügel und 1823 die Räume im Obergeschoss. Spätere Besitzer waren unter anderem noch der Arzt Epaminondas Koenen (1801–1858), der das Haus 1845 als Sitz der Gesellschaft für nützliche Forschungen nutzte, sowie Franz Anton Heusch (1773–1808).
1858 wurde die Stadt Aachen Eigentümerin des Gebäudes.
Sowohl die Alte wie auch die Neue Redoute sind nicht mit dem 1916 eröffneten Neuen Kurhaus zu verwechseln; dieses ist am Stadtgarten, Monheimsallee 44, gelegen.

## Architektur
Das traufständige Gebäude war zweigeschossig mit sieben Fensterachsen. Die erste Achse sprang im Verhältnis 1 : 1 vor. Betont war ebenfalls die fünfte Achse mit dem Eingang, einem Balkon auf der ersten Etage mit schmiedeeisernem Gitter, um 1900 mit einer Rundbogen-Lisene über dem Fenster und einem reich verzierten Dachaufbau mit dem Reichsadler, dem Aachener Stadtwappen. Die übrigen Fenster des ersten Geschosses hatten eine Bekrönung in Form eines Dreieckgiebels. Eine Balustrade bildete den traufseitigen Abschluss des Satteldachs. Um 1900 stand unter dem Dachaufbau in erhabenen Reliefbuchstaben STÄDTISCHES SUERMONDT MUSEUM.
Eine Darstellung der Alten Redoute aus dem Jahr 1805 zeigt eine durchweg barocke Fenstergestaltung und den Zustand der durchgehenden Balustrade ohne Dachaufbau. Im Jahr 1849 entwarf Friedrich Joseph Ark einen Umbauplan für die Alte Redoute zu einer Spielbank. Er wurde nicht ausgeführt.

## Nutzung
Nach Fertigstellung der Neuen Redoute diente die Alte Redoute verschiedenen Zwecken.
Seit 1821 war das Gebäude Sitz des Club Aachener Casino. Am 16. Juni 1821 verkündete Direktor Liou die baldige Eröffnung der 30-jährigen Kunstgalerie aus Wien mit 136 Kunstwerken, Kopien von Werken alter Meister aus Wien, München und Dresden, in dem Alten Redoutensaal und den Nebenräumen. Im Jahr 1845 wurde die Alte Redoute von der Gesellschaft zur Beförderung der nützlichen Wissenschaften angekauft und später von der Stadt Aachen übernommen.
Zehn Jahre später präsentierte sich der Aachener Maler Aloys Hubert Michael Venth als Landschaftsmaler in dem kleinen Salon des Kurhauses. Seit Juli 1857 befand sich die Dauerausstellung des naturhistorischen Museums von Willems als Unterhaltung für die Kurgäste und Bildung der Einheimischen in der Alten Redoute. Mineralien-, Schmetterlings-, Amphibien- und geognostische Sammlungen wurden präsentiert. Im Jahr 1875 dienten die Räumlichkeiten der Stadt Aachen für die Provinzial-Gewerbeschule, die Stadtbibliothek Aachen und die Bildersammlung.
Der Botaniker Matthias Hubert Debey setzte sich im 19. Jahrhundert aktiv für die Gründung eines Museums ein. Oberbürgermeister Ludwig von Weise überließ zu diesem Zweck den vorderen Teil des Kurhauses dem 1877 gegründeten Museumsverein Aachen. Am 12. Februar 1878 fand die erste Ausstellung statt. Die Exposition widmete sich der Goldschmiedekunst. Zudem präsentierte sie die Porträts von Kaiser Napoléon und Kaiserin Joséphine von Louis-André-Gabriel Bouchet und Robert Lefèvre. 1882 übergab Barthold Suermondt 104 Gemälde seiner Sammlung der Stadt Aachen und legte den Grundstein für das Städtische Suermondt-Museum, das am 20. Oktober 1883 in der Alten Redoute eröffnet wurde. Im November 1900 wurde im Museum der erste öffentliche Lesesaal eingerichtet.
Im Jahr 1901 zog das Museum in die Villa Cassalette auf der Wilhelmstraße um und 1902 wurde die Alte Redoute abgerissen. Die Stuckverzierungen der Säle wurden 1903 in dem Erweiterungsbau der Neuen Redoute in den beiden kleineren Obergeschoss-Sälen wieder verwendet.
Heute steht ungefähr an der Stelle der Alten Redoute der Röhrenbrunnen von Heinz Tobolla aus dem Jahr 1971.